# فردریک گیوریا
فردریک گیوریا (انگلیسی: Frédéric Gioria؛ زادهٔ ۲ سپتامبر ۱۹۶۹) بازیکن فوتبال اهل فرانسه است.
از باشگاه‌هایی که در آن بازی کرده‌است می‌توان به باشگاه فوتبال نیس اشاره کرد.